# Società Sportiva Calcio Napoli 2016-2017
Questa voce raccoglie le informazioni riguardanti la Società Sportiva Calcio Napoli nelle competizioni ufficiali della stagione 2016-2017.

## Stagione

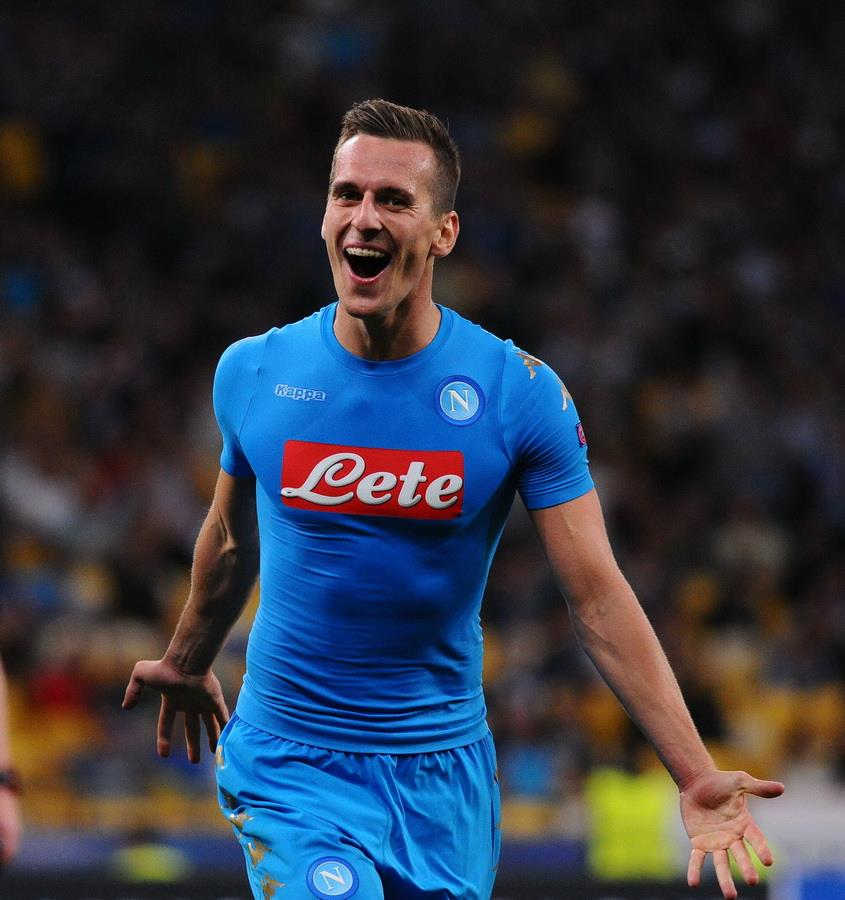
Il polacco Arkadiusz Milik, chiamato a raccogliere l'eredità di Higuaín.

Privo di Higuaín – ceduto alla Juventus per la cifra record di 90 milioni –, il Napoli affida le chiavi del reparto avanzato a Milik. L'ex centravanti dell'Ajax si mette subito in mostra, con diverse realizzazioni decisive. I partenopei ne traggono immediato beneficio, apprestandosi a vivere un altro campionato di vertice. L'infortunio del polacco – riportato durante la sosta internazionale di ottobre – pare condizionare l'economia del gioco, con la squadra che inanella risultati meno brillanti. Durante il mercato invernale viene ceduto Gabbiadini, ormai completamente sostituito da Mertens nel ruolo di terminale offensivo, che dimostra una grandissima vena realizzativa.
Il 9 aprile, durante la partita Lazio-Napoli, finita 0-3, Callejon realizza il suo decimo gol stagionale in serie A, facendo diventare il Napoli l'unica squadra d'Europa ad avere 4 giocatori in doppia cifra – gli altri sono Mertens, Insigne e Hamsik – nel proprio campionato nazionale, in questa stagione.
Il 30 aprile, con la vittoria per 1-0 contro l'Inter a Milano, il Napoli realizza il suo record con 11 vittorie in trasferta in Serie A, superando le 10 vittorie della stagione precedente e della stagione 2013-2014.
Il 20 maggio, con la vittoria per 4-1 contro la Fiorentina al San Paolo, il Napoli realizza il record di 83 punti collezionati in una singola stagione in Serie A, il precedente record era di 82 punti realizzati proprio nella scorsa stagione. Gli azzurri chiudono il girone di ritorno con 48 punti, pareggiando solo tre partite (Palermo, Juventus e Sassuolo) e perdendone solo una con l'Atalanta, risultando la migliore squadra del ritorno e con dieci punti in più dell'andata, terminando al terzo posto con 86 punti totali, a -1 dal secondo posto della Roma. Sempre nel ritorno, vincono anche tutti gli scontri diretti di Milano e Roma fuori casa, battendo il Milan e la Roma per 1-2, la Lazio per 0-3 e l'Inter per 0-1, impresa riuscita solo al Torino nel suo periodo d'oro. Da sottolineare, infine, le 50 reti realizzate in trasferta, nuovo primato per la Serie A nei tornei a 20 squadre.
Nella fase a gironi di Champions League, gli azzurri vengono pescati nel girone B con Benfica, Dinamo Kiev e Besiktas e collezionano 3 vittorie, 2 pareggi e una sola sconfitta, classificandosi primi nel girone con 11 punti. Agli ottavi trovano il Real Madrid, l'avversario che 30 anni prima battezzò il loro esordio nella massima competizione europea. Sia la partita d'andata che quella di ritorno si concludono con un 3-1 per gli spagnoli.
In Coppa Italia, dopo aver eliminato Spezia e Fiorentina, il Napoli deve affrontare la Juventus nella doppia sfida in semifinale. L'andata finisce 3-1 allo Juventus Stadium, invece il ritorno casalingo si conclude 3-2 per il Napoli, che viene eliminato dal torneo.

## Divise e sponsor
La Kappa fornisce il materiale tecnico per la seconda stagione consecutiva. Da quest'anno sono tre gli sponsor che compaiono sulle divise partenopee: allo sponsor principale Acqua Lete, giunto alla dodicesima stagione da partner ufficiale degli azzurri e affiancato per il terzo anno consecutivo dal marchio Pasta Garofalo, si aggiunge il marchio Kimbo sulla parte posteriore della maglia. Questa disposizione sussiste esclusivamente nelle gare di campionato, poiché nelle competizioni internazionali è consentito esibire un solo sponsor sulla maglia.
| Casa | Trasferta | Terza divisa | Quarta divisa | Casa UCL | Trasferta UCL |  | Portiere |

## Organigramma societario
Dal sito ufficiale del Napoli.
Area direttiva
- Presidente: Aurelio De Laurentiis
- Vicepresidente: Edoardo De Laurentiis
- Consigliere delegato: Andrea Chiavelli

Area comunicazione
- Direttore area comunicazione: Nicola Lombardo
- Addetto stampa: Guido Baldari

Area marketing
- Head of Operations, Sales & Marketing: Alessandro Formisano

Area organizzativa
- Direttore amministrativo: Laura Belli
- Direttore processi amministrativi e Compliance: Antonio Saracino
- Segretario: Alberto Vallefuoco

Area tecnica
- Direttore sportivo: Cristiano Giuntoli
- Team Manager: Giovanni Paolo De Matteis
- Allenatore: Maurizio Sarri
- Allenatore in 2ª: Francesco Calzona
- Preparatori atletici: Francesco Sinatti, Davide Ranzato e Davide Losi
- Preparatori dei portieri: Alessandro Nista e Massimo Nenci
- Analista: Simone Bonomi, Marco Ianni e Luigi Nocentini

Area sanitaria
- Settore sanitario: dott. Alfonso De Nicola
- Fisiatra: dott. Enrico D'Andrea
- Medico dello sport: dott. Raffaele Canonico
- Fisioterapisti: Giovanni D'Avino, Marco Romano e Fabio Sannino
- Riabilitatore: Massimo Buono
- Massaggiatore: Marco Di Lullo

## Rosa
Rosa e numerazione aggiornate al 31 gennaio 2017. In corsivo i giocatori ceduti a stagione in corso.
| N. |                       | Ruolo | Calciatore                       |
| -- | --------------------- | ----- | -------------------------------- |
| 1  | Brasile (bandiera)    | P     | Rafael Cabral                    |
| 2  | Albania (bandiera)    | D     | Elseid Hysaj                     |
| 3  | Croazia (bandiera)    | D     | Ivan Strinić                     |
| 4  | Italia (bandiera)     | C     | Emanuele Giaccherini             |
| 5  | Brasile (bandiera)    | C     | Allan                            |
| 6  | Italia (bandiera)     | C     | Mirko Valdifiori                 |
| 7  | Spagna (bandiera)     | A     | José María Callejón              |
| 8  | Italia (bandiera)     | C     | Jorginho                         |
| 11 | Italia (bandiera)     | D     | Christian Maggio (vice capitano) |
| 14 | Belgio (bandiera)     | A     | Dries Mertens                    |
| 17 | Slovacchia (bandiera) | C     | Marek Hamšík (capitano)          |
| 18 | Brasile (bandiera)    | A     | Leandrinho                       |
| 19 | Serbia (bandiera)     | D     | Nikola Maksimović                |
| 20 | Polonia (bandiera)    | C     | Piotr Zieliński                  |
| 21 | Romania (bandiera)    | D     | Vlad Chiricheș                   |
| 22 | Italia (bandiera)     | P     | Luigi Sepe                       |

| N. |                    | Ruolo | Calciatore         |
| -- | ------------------ | ----- | ------------------ |
| 23 | Italia (bandiera)  | A     | Alessio Zerbin     |
| 23 | Italia (bandiera)  | A     | Manolo Gabbiadini  |
| 24 | Italia (bandiera)  | A     | Lorenzo Insigne    |
| 25 | Spagna (bandiera)  | P     | Pepe Reina         |
| 26 | Senegal (bandiera) | D     | Kalidou Koulibaly  |
| 30 | Croazia (bandiera) | C     | Marko Rog          |
| 31 | Algeria (bandiera) | D     | Faouzi Ghoulam     |
| 32 | Italia (bandiera)  | A     | Leonardo Pavoletti |
| 33 | Spagna (bandiera)  | D     | Raúl Albiol        |
| 42 | Guinea (bandiera)  | C     | Amadou Diawara     |
| 62 | Italia (bandiera)  | D     | Lorenzo Tonelli    |
| 77 | Marocco (bandiera) | C     | Omar El Kaddouri   |
| 94 | Italia (bandiera)  | A     | Roberto Insigne    |
| 95 | Polonia (bandiera) | D     | Igor Łasicki       |
| 99 | Polonia (bandiera) | A     | Arkadiusz Milik    |

## Calciomercato

### Sessione estiva(dall'1/7 al 31/8)
| Acquisti         | Acquisti             | Acquisti         | Acquisti                                        |
| R.               | Nome                 | da               | Modalità                                        |
| ---------------- | -------------------- | ---------------- | ----------------------------------------------- |
| P                | Luigi Sepe           | Fiorentina       | fine prestito                                   |
| D                | Igor Łasicki         | Rimini           | fine prestito                                   |
| D                | Nikola Maksimović    | Torino           | prest. con obbligo di riscatto (26,5 milioni €) |
| D                | Lorenzo Tonelli      | Empoli           | definitivo (9,5 milioni €)                      |
| C                | Amadou Diawara       | Bologna          | definitivo (14,4 milioni €)                     |
| C                | Emanuele Giaccherini | Sunderland       | definitivo                                      |
| C                | Marko Rog            | Dinamo Zagabria  | prest. con obbligo di riscatto (18,9 milioni €) |
| C                | Piotr Zieliński      | Udinese          | definitivo (21,4 milioni €)                     |
| A                | Roberto Insigne      | Avellino         | fine prestito                                   |
| A                | Arkadiusz Milik      | Ajax             | definitivo (32 milioni €)                       |
| Altre operazioni |                      |                  |                                                 |
| R.               | Nome                 | da               | Modalità                                        |
| P                | Mariano Andújar      | Estudiantes (LP) | fine prestito                                   |
| P                | Nikita Contini       | SPAL             | fine prestito                                   |
| D                | Emanuele Allegra     | Martina          | fine prestito                                   |
| D                | Armando Anastasio    | Padova           | fine prestito                                   |
| D                | Daniele Celiento     | Siena            | fine prestito                                   |
| D                | Giuseppe Nicolao     | Melfi            | fine prestito                                   |
| D                | Marco Supino         | Pontedera        | fine prestito                                   |
| D                | Bruno Uvini          | Twente           | fine prestito                                   |
| D                | Juan Camilo Zúñiga   | Bologna          | fine prestito                                   |
| C                | Abdallah Basit       | Carpi            | prestito                                        |
| C                | Jonathan de Guzmán   | Carpi            | fine prestito                                   |
| C                | Jacopo Dezi          | Bari             | fine prestito                                   |
| C                | Felice Gaetano       | Taranto          | fine prestito                                   |
| C                | Eddy Gnahoré         | Carpi            | risoluzione prestito                            |
| C                | Giuseppe Palma       | Ischia           | fine prestito                                   |
| C                | Luca Palmiero        | Paganese         | fine prestito                                   |
| C                | Mario Prezioso       | Teramo           | fine prestito                                   |
| C                | Josip Radošević      | Eibar            | fine prestito                                   |
| C                | Antonio Romano       | Santarcangelo    | fine prestito                                   |
| A                | Alfredo Bifulco      | Rimini           | fine prestito                                   |
| A                | Nicolao Dumitru      | Latina           | fine prestito                                   |
| A                | Giovanni Lombardi    | Taranto          | fine prestito                                   |
| A                | Soma Novothny        | Diósgyőr         | fine prestito                                   |
| A                | Gennaro Tutino       | Bari             | fine prestito                                   |

| Cessioni         | Cessioni           | Cessioni            | Cessioni                         |
| R.               | Nome               | a                   | Modalità                         |
| ---------------- | ------------------ | ------------------- | -------------------------------- |
| P                | Gabriel            | Milan               | fine prestito                    |
| D                | Sebastiano Luperto | Pro Vercelli        | prestito                         |
| D                | Vasco Regini       | Sampdoria           | fine prestito                    |
| C                | Nathaniel Chalobah | Chelsea             | fine prestito                    |
| C                | Alberto Grassi     | Atalanta            | prestito                         |
| C                | David López        | Espanyol            | definitivo (4,2 milioni €)       |
| C                | Mirko Valdifiori   | Torino              | definitivo (3,5 milioni €)       |
| A                | Gonzalo Higuaín    | Juventus            | definitivo (90 milioni €)        |
| Altre operazioni |                    |                     |                                  |
| R.               | Nome               | a                   | Modalità                         |
| P                | Mariano Andújar    | Estudiantes (LP)    | definitivo (0,5 milioni €)       |
| P                | Nikita Contini     | Carrarese           | prestito                         |
| P                | Alessio Gionta     | Pro Patria          | prestito                         |
| D                | Emanuele Allegra   | Lumezzane           | definitivo                       |
| D                | Armando Anastasio  | AlbinoLeffe         | prestito                         |
| D                | Daniele Celiento   | Viterbese Castrense | prestito                         |
| D                | Giuseppe Nicolao   | Melfi               | definitivo                       |
| D                | Bruno Uvini        | Al-Nassr            | definitivo (0,2 milioni €)       |
| D                | Juan Camilo Zúñiga | Watford             | prestito con obbligo di riscatto |
| C                | Jonathan de Guzmán | Chievo              | prestito                         |
| C                | Jacopo Dezi        | Perugia             | prestito                         |
| C                | Felice Gaetano     | Messina             | prestito                         |
| C                | Eddy Gnahoré       | Crotone             | prestito                         |
| C                | Giuseppe Palma     | Chiasso             | definitivo                       |
| C                | Luca Palmiero      | Akragas             | prestito                         |
| C                | Mario Prezioso     | Virtus Francavilla  | prestito                         |
| C                | Josip Radošević    |                     | risoluzione contrattuale         |
| C                | Antonio Romano     | Prato               | prestito                         |
| A                | Alfredo Bifulco    | Carpi               | prestito                         |
| A                | Nicolao Dumitru    | Nottingham Forest   | prestito                         |
| A                | Giovanni Lombardi  | Grosseto            | prestito                         |
| A                | Soma Novothny      | Sint-Truiden        | definitivo (0,15 milioni €)      |
| A                | Gennaro Tutino     | Carrarese           | prestito                         |

### Sessione invernale(dal 3/1 al 31/1)
| Acquisti         | Acquisti                  | Acquisti    | Acquisti                  |
| R.               | Nome                      | da          | Modalità                  |
| ---------------- | ------------------------- | ----------- | ------------------------- |
| A                | Leandrinho                | Ponte Preta | definitivo                |
| A                | Leonardo Pavoletti        | Genoa       | definitivo (13 milioni €) |
| A                | Alessio Zerbin            | Gozzano     | definitivo                |
| Altre operazioni |                           |             |                           |
| R.               | Nome                      | da          | Modalità                  |
| P                | Nikita Contini            | Carrarese   | risoluzione prestito      |
| D                | Andrew Delly Marie-Sainte | Prato       | prestito                  |
| C                | Eddy Gnahoré              | Crotone     | risoluzione prestito      |
| C                | Raffaele Maiello          | Empoli      | risoluzione prestito      |

| Cessioni         | Cessioni          | Cessioni    | Cessioni                   |
| R.               | Nome              | a           | Modalità                   |
| ---------------- | ----------------- | ----------- | -------------------------- |
| D                | Igor Łasicki      | Carpi       | prestito                   |
| C                | Omar El Kaddouri  | Empoli      | definitivo (1,2 milioni €) |
| A                | Manolo Gabbiadini | Southampton | definitivo (16 milioni €)  |
| A                | Roberto Insigne   | Latina      | prestito                   |
| Altre operazioni |                   |             |                            |
| R.               | Nome              | a           | Modalità                   |
| P                | Nikita Contini    | Taranto     | prestito                   |
| C                | Eddy Gnahoré      | Perugia     | prestito                   |
| C                | Raffaele Maiello  | Frosinone   | prestito                   |
| A                | Antonio Negro     | Latina      | prestito                   |

## Risultati

### Serie A

#### Girone di andata
| Arbitro: | Giacomelli (Trieste) |

|                       |           |                  |
| Benali 8’ Caprari 35’ | Marcatori | 60’, 63’ Mertens |

| Arbitro: | Valeri (Roma 2) |

|                                    |           |                    |
| Milik 18’, 33’ Callejón 74’, 90+4’ | Marcatori | 51’ Niang 55’ Suso |

| Arbitro: | Massa (Imperia) |

|  |           |                              |
|  | Marcatori | 47’ Hamšík 51’, 65’ Callejón |

| Arbitro: | Doveri (Roma 1) |

|                             |           |           |
| Callejón 14’ Milik 67’, 78’ | Marcatori | 56’ Verdi |

| Genova 21 settembre 2016, ore 20:45 CEST 5ª giornata | Genoa             | 0 – 0 referto | Napoli | Stadio Luigi Ferraris (23 905 spett.)\| Arbitro: \| Damato (Barletta) \| |
| Arbitro:                                             | Damato (Barletta) |               |        |                                                                          |

| Arbitro: | Di Bello (Brindisi) |

|                           |           |  |
| Gabbiadini 24’ Hamšík 39’ | Marcatori |  |

| Arbitro: | Rizzoli (Bologna) |

|            |           |  |
| Petagna 9’ | Marcatori |  |

| Arbitro: | Orsato (Schio) |

|               |           |                          |
| Koulibaly 58’ | Marcatori | 43’, 54’ Džeko 85’ Salah |

| Arbitro: | Mazzoleni (Bergamo) |

|          |           |                             |
| Rosi 89’ | Marcatori | 17’ Callejón 33’ Maksimović |

| Arbitro: | Mariani (Aprilia) |

|                           |           |  |
| Mertens 51’ Chiricheș 81’ | Marcatori |  |

| Arbitro: | Rocchi (Firenze) |

|                         |           |              |
| Bonucci 50’ Higuaín 71’ | Marcatori | 54’ Callejón |

| Arbitro: | Damato (Barletta) |

|            |           |           |
| Hamšík 52’ | Marcatori | 54’ Keita |

| Arbitro: | Banti (Livorno) |

|            |           |                     |
| Perica 59’ | Marcatori | 47’, 57’ L. Insigne |

| Arbitro: | Valeri (Roma 2) |

|                |           |            |
| L. Insigne 42’ | Marcatori | 82’ Defrel |

| Arbitro: | Rizzoli (Bologna) |

|                                       |           |  |
| Zieliński 2’ Hamšík 5’ L. Insigne 51’ | Marcatori |  |

| Arbitro: | Calvarese (Teramo) |

|  |           |                                                |
|  | Marcatori | 34’, 69’, 72’ Mertens 45’ Hamšík 51’ Zieliński |

| Arbitro: | Doveri (Roma 1) |

|                                                 |           |                                              |
| Mertens 13’, 18’ (rig.), 22’, 80’ Chiricheș 70’ | Marcatori | 58’ Belotti 76’ Rossettini 84’ (rig.) Falque |

| Arbitro: | Tagliavento (Terni) |

|                                  |           |                                                    |
| Bernardeschi 51’, 69’ Zárate 82’ | Marcatori | 25’ L. Insigne 68’ Mertens 90+4’ (rig.) Gabbiadini |

| Arbitro: | Di Bello (Brindisi) |

|                              |           |                  |
| Gabbiadini 77’ Tonelli 90+5’ | Marcatori | 30’ (aut.) Hysaj |

#### Girone di ritorno
| Arbitro: | Gavillucci (Latina) |

|                                    |           |                      |
| Tonelli 47’ Hamšík 49’ Mertens 85’ | Marcatori | 90+3’ (rig.) Caprari |

| Arbitro: | Rocchi (Firenze) |

|           |           |                           |
| Kucka 37’ | Marcatori | 6’ L. Insigne 9’ Callejón |

| Arbitro: | Celi (Bari) |

|             |           |                |
| Mertens 66’ | Marcatori | 6’ Nestorovski |

| Arbitro: | Massa (Imperia) |

|               |           |                                                         |
| Torosidīs 36’ | Marcatori | 4’, 70’, 74’ Hamšík 6’ L. Insigne 33’, 43’, 90’ Mertens |

| Arbitro: | Giacomelli (Trieste) |

|                               |           |  |
| Zieliński 50’ Giaccherini 68’ | Marcatori |  |

| Arbitro: | Irrati (Pistoia) |

|                |           |                                         |
| Meggiorini 72’ | Marcatori | 31’ L. Insigne 38’ Hamšík 58’ Zieliński |

| Arbitro: | Celi (Bari) |

|  |           |                  |
|  | Marcatori | 28’, 70’ Caldara |

| Arbitro: | Banti (Livorno) |

|               |           |                  |
| Strootman 89’ | Marcatori | 26’, 50’ Mertens |

| Arbitro: | Mariani (Aprilia) |

|                                               |           |  |
| L. Insigne 32’ (rig.), 70’ Mertens 66’ (rig.) | Marcatori |  |

| Arbitro: | Damato (Barletta) |

|                                      |           |                                        |
| El Kaddouri 70’ Maccarone 82’ (rig.) | Marcatori | 19’, 38’ (rig.) L. Insigne 24’ Mertens |

| Arbitro: | Orsato (Schio) |

|            |           |            |
| Hamšík 60’ | Marcatori | 7’ Khedira |

| Arbitro: | Irrati (Pistoia) |

|  |           |                                    |
|  | Marcatori | 25’ Callejón 51’, 90+2’ L. Insigne |

| Arbitro: | Massa (Imperia) |

|                                    |           |  |
| Mertens 48’ Allan 63’ Callejón 72’ | Marcatori |  |

| Arbitro: | Damato (Barletta) |

|                            |           |                       |
| Berardi 59’ Mazzitelli 80’ | Marcatori | 52’ Mertens 84’ Milik |

| Arbitro: | Rocchi (Firenze) |

|  |           |              |
|  | Marcatori | 43’ Callejón |

| Arbitro: | Giacomelli (Trieste) |

|                                |           |              |
| Mertens 2’, 49’ L. Insigne 67’ | Marcatori | 90+2’ Farias |

| Arbitro: | Irrati (Pistoia) |

|  |           |                                                           |
|  | Marcatori | 7’, 76’ Callejón 60’ L. Insigne 72’ Mertens 78’ Zieliński |

| Arbitro: | Rizzoli (Bologna) |

|                                              |           |            |
| Koulibaly 8’ L. Insigne 36’ Mertens 57’, 64’ | Marcatori | 60’ Iličič |

| Arbitro: | Banti (Livorno) |

|                              |           |                                                    |
| Quagliarella 50’ Álvarez 90’ | Marcatori | 36’ Mertens 42’ L. Insigne 49’ Hamšík 65’ Callejón |

### Coppa Italia

#### Fase finale
| Arbitro: | Pairetto (Nichelino) |

|                                             |           |             |
| Zieliński 3’ Giaccherini 55’ Gabbiadini 57’ | Marcatori | 35’ Piccolo |

| Arbitro: | Doveri (Roma 1) |

|              |           |  |
| Callejón 71’ | Marcatori |  |

| Arbitro: | Valeri (Roma 2) |

|                                           |           |              |
| Dybala 47’ (rig.), 69’ (rig.) Higuaín 64’ | Marcatori | 36’ Callejón |

| Arbitro: | Banti (Livorno) |

|                                       |           |                  |
| Hamšík 53’ Mertens 61’ L. Insigne 67’ | Marcatori | 32’, 59’ Higuaín |

### UEFA Champions League

#### Fase a gironi
| Arbitro: | Collum |

|            |           |                  |
| Harmaš 26’ | Marcatori | 36’, 45+2’ Milik |

| Arbitro: | Brych |

|                                              |           |                       |
| Hamšík 20’ Mertens 51’, 58’ Milik 54’ (rig.) | Marcatori | 70’ Guedes 86’ Salvio |

| Arbitro: | Karasev |

|                                   |           |                                |
| Mertens 30’ Gabbiadini 69’ (rig.) | Marcatori | 12’ Adriano 38’, 86’ Aboubakar |

| Arbitro: | Clattenburg |

|                     |           |            |
| Quaresma 79’ (rig.) | Marcatori | 82’ Hamšík |

| Napoli 23 novembre 2016, ore 20:45 CET 5ª giornata | Napoli  | 0 – 0 referto | Dinamo Kiev | Stadio San Paolo (33 736 spett.)\| Arbitro: \| Hațegan \| |
| Arbitro:                                           | Hațegan |               |             |                                                           |

| Arbitro: | Lahoz |

|             |           |                          |
| Jiménez 87’ | Marcatori | 60’ Callejón 79’ Mertens |

#### Fase a eliminazione diretta
| Arbitro: | Skomina |

|                                    |           |               |
| Benzema 18’ Kroos 49’ Casemiro 54’ | Marcatori | 8’ L. Insigne |

| Arbitro: | Çakır |

|             |           |                                           |
| Mertens 24’ | Marcatori | 52’ Ramos 57’ (aut.) Mertens 90+1’ Morata |

## Statistiche finali

### Statistiche di squadra
| Competizione          | Punti | In casa | In casa | In casa | In casa | In casa | In casa | In trasferta | In trasferta | In trasferta | In trasferta | In trasferta | In trasferta | Totale | Totale | Totale | Totale | Totale | Totale | DR  |
| Competizione          | Punti | G       | V       | N       | P       | Gf      | Gs      | G            | V            | N            | P            | Gf           | Gs           | G      | V      | N      | P      | Gf     | Gs     | DR  |
| --------------------- | ----- | ------- | ------- | ------- | ------- | ------- | ------- | ------------ | ------------ | ------------ | ------------ | ------------ | ------------ | ------ | ------ | ------ | ------ | ------ | ------ | --- |
| Serie A               | 86    | 19      | 13      | 4       | 2       | 44      | 19      | 19           | 13           | 4            | 2            | 50           | 20           | 38     | 26     | 8      | 4      | 94     | 39     | +55 |
| Coppa Italia          | -     | 3       | 3       | 0       | 0       | 7       | 3       | 1            | 0            | 0            | 1            | 1            | 3            | 4      | 3      | 0      | 1      | 8      | 6      | +2  |
| UEFA Champions League | 11    | 4       | 1       | 1       | 2       | 7       | 8       | 4            | 2            | 1            | 1            | 6            | 6            | 8      | 3      | 2      | 3      | 13     | 14     | -1  |
| Totale                | -     | 26      | 17      | 5       | 4       | 58      | 30      | 24           | 15           | 5            | 4            | 57           | 29           | 50     | 32     | 10     | 8      | 115    | 59     | +56 |

### Andamento in campionato
| Giornata  | 1  | 2 | 3 | 4 | 5 | 6 | 7 | 8 | 9 | 10 | 11 | 12 | 13 | 14 | 15 | 16 | 17 | 18 | 19 | 20 | 21 | 22 | 23 | 24 | 25 | 26 | 27 | 28 | 29 | 30 | 31 | 32 | 33 | 34 | 35 | 36 | 37 | 38 |
| --------- | -- | - | - | - | - | - | - | - | - | -- | -- | -- | -- | -- | -- | -- | -- | -- | -- | -- | -- | -- | -- | -- | -- | -- | -- | -- | -- | -- | -- | -- | -- | -- | -- | -- | -- | -- |
| Luogo     | T  | C | T | C | T | C | T | C | T | C  | T  | C  | T  | C  | C  | T  | C  | T  | C  | C  | T  | C  | T  | C  | T  | C  | T  | C  | T  | C  | T  | C  | T  | T  | C  | T  | C  | T  |
| Risultato | N  | V | V | V | N | V | P | P | V | V  | P  | N  | V  | N  | V  | V  | V  | N  | V  | V  | V  | N  | V  | V  | V  | P  | V  | V  | V  | N  | V  | V  | N  | V  | V  | V  | V  | V  |
| Posizione | 10 | 4 | 2 | 1 | 2 | 2 | 2 | 5 | 4 | 3  | 5  | 6  | 6  | 7  | 4  | 4  | 3  | 4  | 4  | 3  | 3  | 3  | 3  | 3  | 3  | 3  | 3  | 3  | 3  | 3  | 3  | 3  | 3  | 3  | 3  | 3  | 3  | 3  |

Fonte:  Serie A – Classifiche, su sport.sky.it, Sky Sport. URL consultato il 22 luglio 2016 (archiviato dall'url originale l'11 settembre 2014).
Legenda:

Luogo: C = Casa; T = Trasferta. Risultato: V = Vittoria; N = Pareggio; P = Sconfitta.

### Statistiche dei giocatori
In corsivo i giocatori ceduti a stagione in corso.
| Giocatore      | Serie A  | Serie A | Serie A     | Serie A    | Coppa Italia | Coppa Italia | Coppa Italia | Coppa Italia | Champions League | Champions League | Champions League | Champions League | Totale   | Totale | Totale      | Totale     |
| Giocatore      | Presenze | Reti    | Ammonizioni | Espulsioni | Presenze     | Reti         | Ammonizioni  | Espulsioni   | Presenze         | Reti             | Ammonizioni      | Espulsioni       | Presenze | Reti   | Ammonizioni | Espulsioni |
| -------------- | -------- | ------- | ----------- | ---------- | ------------ | ------------ | ------------ | ------------ | ---------------- | ---------------- | ---------------- | ---------------- | -------- | ------ | ----------- | ---------- |
| R. Albiol      | 26       | 0       | 8           | 0          | 3            | 0            | 0            | 0            | 6                | 0                | 0                | 0                | 35       | 0      | 8           | 0          |
| Allan          | 29       | 1       | 3           | 0          | 2            | 0            | 0            | 0            | 8                | 0                | 1                | 0                | 39       | 1      | 4           | 0          |
| J. M. Callejón | 37       | 14      | 3           | 1          | 4            | 2            | 1            | 0            | 8                | 1                | 0                | 0                | 49       | 17     | 4           | 1          |
| V. Chiricheș   | 14       | 2       | 0           | 0          | 1            | 0            | 0            | 0            | 1                | 0                | 0                | 0                | 16       | 2      | 0           | 0          |
| A. Diawara     | 18       | 0       | 1           | 0          | 4            | 0            | 2            | 0            | 6                | 0                | 1                | 0                | 28       | 0      | 4           | 0          |
| O. El Kaddouri | 5        | 0       | 0           | 0          | -            | -            | -            | -            | -                | -                | -                | -                | 5        | 0      | 0           | 0          |
| M. Gabbiadini  | 13       | 3       | 0           | 1          | 1            | 1            | 0            | 0            | 5                | 1                | 0                | 0                | 19       | 5      | 0           | 1          |
| F. Ghoulam     | 29       | 0       | 1           | 0          | 1            | 0            | 1            | 0            | 8                | 0                | 0                | 0                | 38       | 0      | 2           | 0          |
| E. Giaccherini | 16       | 1       | 0           | 0          | 1            | 1            | 0            | 0            | 2                | 0                | 0                | 0                | 19       | 2      | 0           | 0          |
| M. Hamšík      | 38       | 12      | 1           | 0          | 3            | 1            | 0            | 0            | 8                | 2                | 0                | 0                | 49       | 15     | 1           | 0          |
| E. Hysaj       | 35       | 0       | 8           | 0          | 4            | 0            | 0            | 1            | 7                | 0                | 0                | 0                | 46       | 0      | 8           | 1          |
| L. Insigne     | 37       | 18      | 2           | 0          | 4            | 1            | 2            | 0            | 8                | 1                | 0                | 0                | 49       | 20     | 4           | 0          |
| R. Insigne     | -        | -       | -           | -          | -            | -            | -            | -            | -                | -                | -                | -                | -        | -      | -           | -          |
| Jorginho       | 27       | 0       | 3           | 0          | -            | -            | -            | -            | 4                | 0                | 1                | 0                | 31       | 0      | 4           | 0          |
| K. Koulibaly   | 28       | 2       | 6           | 0          | 2            | 0            | 1            | 0            | 8                | 0                | 2                | 0                | 38       | 2      | 9           | 0          |
| I. Łasicki     | -        | -       | -           | -          | -            | -            | -            | -            | -                | -                | -                | -                | -        | -      | -           | -          |
| Leandrinho     | -        | -       | -           | -          | -            | -            | -            | -            | -                | -                | -                | -                | -        | -      | -           | -          |
| C. Maggio      | 7        | 0       | 0           | 0          | 3            | 0            | 1            | 0            | 1                | 0                | 1                | 0                | 11       | 0      | 2           | 0          |
| N. Maksimović  | 8        | 1       | 1           | 0          | 2            | 0            | 1            | 0            | 2                | 0                | 0                | 0                | 12       | 1      | 2           | 0          |
| D. Mertens     | 35       | 28      | 6           | 0          | 3            | 1            | 1            | 0            | 8                | 5                | 1                | 0                | 46       | 34     | 8           | 0          |
| A. Milik       | 17       | 5       | 1           | 0          | 2            | 0            | 1            | 0            | 4                | 3                | 1                | 0                | 23       | 8      | 3           | 0          |
| L. Pavoletti   | 6        | 0       | 0           | 0          | 4            | 0            | 0            | 0            | -                | -                | -                | -                | 10       | 0      | 0           | 0          |
| Rafael         | 1        | -1      | 0           | 0          | 1            | -1           | 0            | 0            | -                | -                | -                | -                | 2        | -2     | 0           | 0          |
| J. M. Reina    | 37       | -38     | 1           | 0          | 3            | -5           | 1            | 0            | 8                | -14              | 1                | 0                | 48       | -57    | 3           | 0          |
| M. Rog         | 15       | 0       | 4           | 0          | 2            | 0            | 1            | 0            | 2                | 0                | 0                | 0                | 19       | 0      | 5           | 0          |
| L. Sepe        | -        | -       | -           | -          | -            | -            | -            | -            | -                | -                | -                | -                | -        | -      | -           | -          |
| I. Strinić     | 12       | 0       | 3           | 0          | 3            | 0            | 0            | 0            | -                | -                | -                | -                | 15       | 0      | 3           | 0          |
| L. Tonelli     | 3        | 2       | 2           | 0          | -            | -            | -            | -            | -                | -                | -                | -                | 3        | 2      | 2           | 0          |
| M. Valdifiori  | 1        | 0       | 0           | 0          | -            | -            | -            | -            | -                | -                | -                | -                | 1        | 0      | 0           | 0          |
| A. Zerbin      | -        | -       | -           | -          | -            | -            | -            | -            | -                | -                | -                | -                | -        | -      | -           | -          |
| P. Zieliński   | 36       | 5       | 4           | 0          | 4            | 1            | 0            | 0            | 7                | 0                | 1                | 0                | 47       | 6      | 5           | 0          |